# Spagettiglass

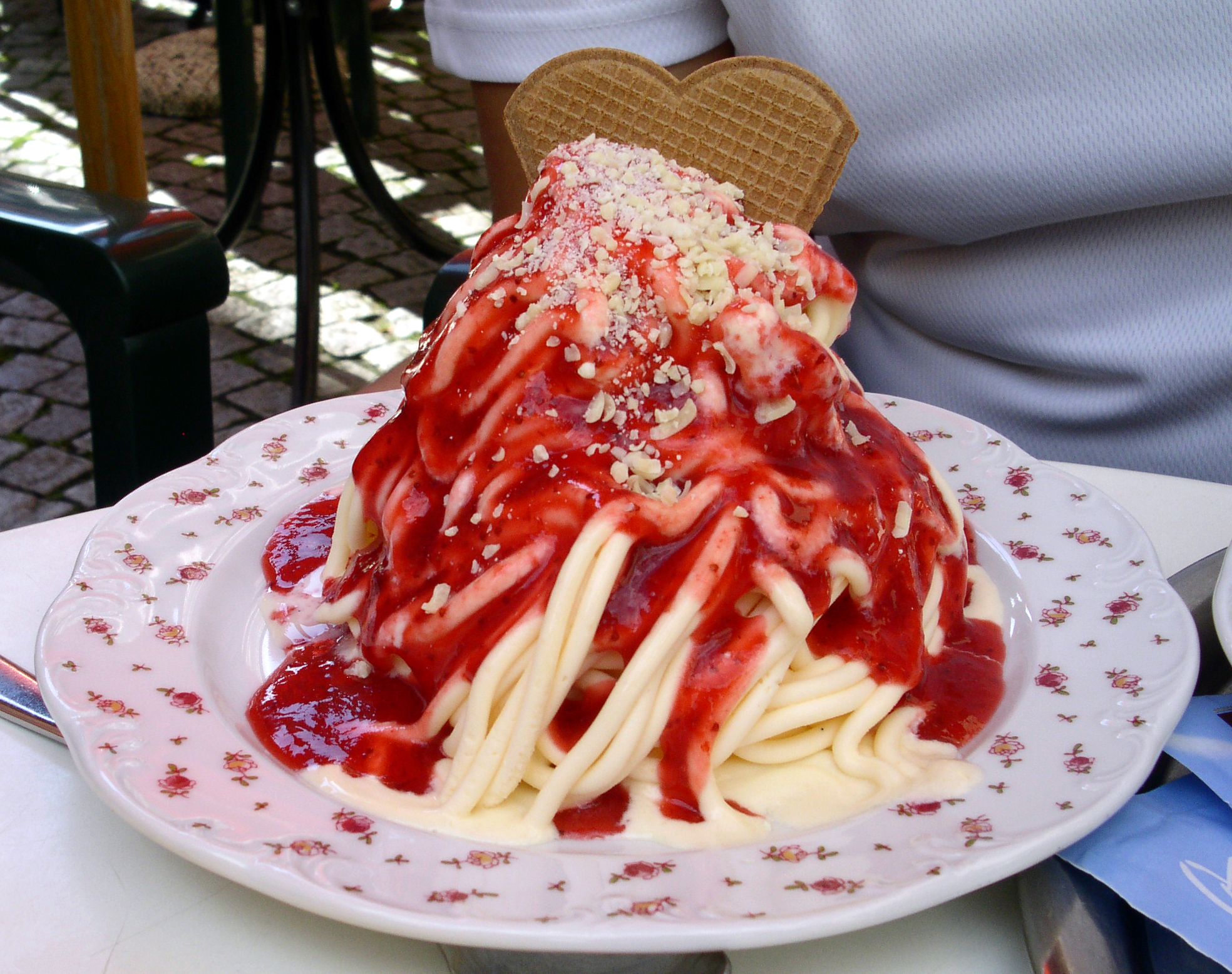
Spaghettiglass i Sydtyskland.

Spagettiglass (Spaghettieis) är en glassrätt som skapades av italienaren Dario Fontanella i den tyska staden Mannheim i slutet av 1960-talet.
Fontanella fick sin idé till glassrätten genom den klassiska italienska varmrätten spagetti med tomatsås och parmesanost. Han bytte helt enkelt ut ingredienserna mot grädde, glass, jordgubbssås och vit choklad. Grädden utgör bas, glassen strilas till något som liknar spagetti, jordgubbssåsen efterliknar tomatsås och vit choklad hyvlas  till ströform för att efterlikna parmesan.